# Esperanza Issa
Esperanza Issa (Tapachula, Chiapas, México; 1921 - Ciudad de México 28 de mayo de 2001) fue una actriz mexicana de ascendencia árabe .

## Biografía
Nació bajo el nombre Esperanza Issa Abud y estudió arte dramático en la Ciudad de México. Trabajó como actriz en diversas películas y en la radio y televisión, tanto en su país como en el extranjero.
Participó en las películas La mancornadora, La dama de las camelias, Madre querida, Peter Pérez de Peralvillo, El criollo, La bien pagada, Dos almas en el mundo, Angélica, Tía Candela, Paco el elegante, Mis hijos, Morir para vivir, El príncipe del desierto y La muerte enamorada.